# Ариас, Рамиро
Рамиро Ариас (исп. Ramiro Arias; 6 января 1993, Трелью, Чубут) — аргентинский футболист, защитник клуба «Депортиво Морон».

## Карьера
Рамиро является воспитанником «Сан-Лоренсо», за основной состав которого дебютировал 9 марта 2014 года во встрече с «Годой-Крус». Этот матч так и остался единственным для Ариаса в Финаль 2013.
Следующую игру за клуб из Буэнос-Айреса защитник провёл 7 сентября 2014 против «Росарио Сентраль».